# Dage i min fars hus
Dage i min fars hus er en dansk/amerikansk film fra 1968.
- Manuskript Richard Key.
- Instruktion David Nagata.

Blandt de medvirkende kan nævnes:
- Hanne Borchsenius
- Gunnar Lauring
- Morten Grunwald
- Ove Sprogøe
- Asbjørn Andersen
- Preben Neergaard
- Grethe Sønck
- Yvonne Ingdal
- Birger Jensen
- Hannah Bjarnhof